# Климов, Валерий Александрович (футболист)
Вале́рий Алекса́ндрович Кли́мов (31 января 1974, Полевые Локотцы) — российский футболист и тренер. Выступал на позиции полузащитника.

## Карьера
Воспитанник орловского футбола, начал профессиональную карьеру в 1992 году в местном «Спартаке». В сильнейшем дивизионе дебютировал через три года в московском «Торпедо», однако в основной состав не пробился. Не смог закрепиться и в «Алании», после чего надолго затерялся в низших лигах. В 2001 году с «Торпедо-ЗИЛ» вышел в премьер-лигу, регулярно выступал в основном составе, ничего выдающегося, впрочем, не показывая, и следующий сезон начал в первом дивизионе.
Новую попытку заиграть в премьер-лиге предпринял, когда зимой-2004/05 переходил в «Томь» из тульского «Арсенала», где играл на позиции правого полузащитника. Лишь Анатолий Бышовец, по ходу сезона 2005 года сменивший Стукалова, передвигал Климова в центральную зону. Петраков вернул Климова на позицию на правом фланге. Климов по итогам 2006 года вошёл в список 33 лучших футболистов России.
22 августа 2011 года по инициативе Валерия Непомнящего вошёл в тренерский штаб ФК «Томь».
В июне 2014 года вернулся в тренерский штаб ФК «Томь». С 2022 по 2023 работал в тренерском штабе Факела.

## Личная жизнь
Жена Оксана Климова; 3 детей. Никита (род. 1997) выступал в ПФЛ, в 2020 году завершил карьеру. Кирилл (род. 2001) — нападающий. Тимофей (род. 2003) — защитник

## Статистика выступлений
| Сезон   | Клуб           | Чемпионат                    | Чемпионат   | Кубок |
| ------- | -------------- | ---------------------------- | ----------- | ----- |
| 1991    | Спартак (Орёл) | Вторая низшая лига, 5-я зона | 8 (0)       |       |
| 1992    | Спартак (Орёл) | Вторая лига, 2-я зона        | 11 (1)      |       |
| 1992    | Горняк         | Высший дивизион              | 11 (2)      | 2 (0) |
| 1993    | Орёл           | Вторая лига, 3-я зона        | 26 (5)      | 1 (0) |
| 1994    | Орёл           | Третья лига лига, 2-я зона   | 27 (17)     | 1 (0) |
| 1995    | Торпедо        | Высшая лига                  | 14 (2, −2*) | 1 (0) |
| 1995    | Торпедо-д      | Третья лига, 3-я зона        | 16 (24)     | —     |
| 1996    | Алания         | Высшая лига                  | 6 (1)       | —     |
| 1996    | Арсенал (Тула) | Вторая лига, Центр           | 11 (0)      |       |
| 1997    | Арсенал (Тула) | Вторая лига, Запад           | 23 (7)      | 3 (3) |
| 1998    | Арсенал (Тула) | Первый дивизион              | 31 (12)     | 4 (2) |
| 1999    | Арсенал (Тула) | Первый дивизион              | 34 (8)      | 3 (2) |
| 2000    | Торпедо-ЗИЛ    | Первый дивизион              | 32 (8)      |       |
| 2001    | Торпедо-ЗИЛ    | Высший дивизион              | 26 (5)      | 2 (0) |
| 2002    | Рубин          | Первый дивизион              | 13 (3)      | —     |
| 2003    | Арсенал (Тула) | Второй дивизион, Запад       | 32 (11)     | 5 (3) |
| 2004    | Арсенал (Тула) | Первый дивизион              | 33 (2)      | 2 (0) |
| 2005    | Томь           | Премьер-лига                 | 27 (4)      |       |
| 2006    | Томь           | Премьер-лига                 | 26 (4)      |       |
| 2007    | Томь           | Премьер-лига                 | 29 (4)      | 2 (0) |
| 2008    | Томь           | Премьер-лига                 | 28 (2)      | 3 (1) |
| 2009    | Томь           | Премьер-лига                 | 28 (2)      | 1 (0) |
| 2010    | Томь           | Премьер-лига                 | 28 (2)      | 1 (0) |
| 2011/12 | Томь           | Премьер-лига                 | 28 (2)      | 1 (0) |
| 2012/13 | Торпедо        | ФНЛ                          | 32 (11)     |       |

Примечание * В матче «Жемчужина» — «Торпедо» основной вратарь Пчельников получил травму и был заменен на 3-й минуте, запасной вратарь Крамаренко был удалён на 60-й минуте за фол последней надежды. Остаток матча ворота защищал Климов, пропустивший 2 гола.

## Достижения

### Командные
«Алания»
- Чемпионат России
  - Вице-чемпион (1): 1996

 «Торпедо-ЗИЛ»
- Первый дивизион ПФЛ
  - Вице-чемпион (1): 2000

 «Рубин»
- Первый дивизион ПФЛ
  - Чемпион (1): 2002

### Личные
- В списке 33 лучших футболистов чемпионата России (1): 2006 (№ 3)